# Cyklistika na Letních olympijských hrách 1972
Cyklistické soutěže na Letních olympijských hrách v Mnichově.

## Silniční cyklistika

### Muži
| Kategorie                      | Zlato                                                                                     | Stříbro                                                                           | Bronz          |
| ------------------------------ | ----------------------------------------------------------------------------------------- | --------------------------------------------------------------------------------- | -------------- |
| Muži závod s hromadným startem | Hennie Kuiper · Nizozemsko (NED)                                                          | Clyde Sefton · Austrálie (AUS)                                                    | nebyla udělena |
| Muži časovka družstev          | Sovětský svaz (URS) · Valerij Jardy · Gennadij Komnatov · Valerij Lichačov · Boris Šuchov | Polsko (POL) · Ryszard Szurkowski · Edward Barcik · Lucjan Lis · Stanisław Szozda | nebyla udělena |

## Dráhová cyklistika

### Muži
| Kategorie                   | Zlato                                                                                    | Stříbro                                                                                                   | Bronz                                                                               |
| --------------------------- | ---------------------------------------------------------------------------------------- | --- | ----------------------------------------------------------------------------------- |
| 1000 m s pevným startem     | Niels Fredborg · Dánsko (DEN)                                                            | Daniel Clark · Austrálie (AUS)                                                                            | Jürgen Schütze · Německá demokratická republika (GDR)                               |
| stíhací závod (jednotlivci) | Knut Knudsen · Norsko (NOR)                                                              | Xaver Kurmann · Švýcarsko (SUI)                                                                           | Hans Lutz · Západní Německo (FRG)                                                   |
| sprint (jednotlivci)        | Daniel Morelon · Francie (FRA)                                                           | John Nicholson · Austrálie (AUS)                                                                          | Omar Pchakadze · Sovětský svaz (URS)                                                |
| stíhací závod (družstva)    | Západní Německo (FRG) · Günther Schumacher · Jürgen Colombo · Günter Haritz · Udo Hempel | Německá demokratická republika (GDR) · Uwe Unterwalder · Thomas Huschke · Heinz Richter · Herbert Richter | Velká Británie (GBR) · William Moore · Michael Bennett · Ian Hallam · Ronald Keeble |
| tandem                      | Sovětský svaz (URS) · Vladimir Semenec · Igor Celovalnikov                               | Německá demokratická republika (GDR) · Jürgen Geschke · Werner Otto                                       | Polsko (POL) · Andrzej Bek · Benedykt Kocot                                         |

## Přehled medailí
| Pořadí | Země                           | Zlato | Stříbro | Bronz | Celkově |
| ------ | ------------------------------ | ----- | ------- | ----- | ------- |
| 1.     | Sovětský svaz                  | 2     | 0       | 1     | 3       |
| 2.     | Západní Německo                | 1     | 0       | 1     | 2       |
| 3.     | Dánsko                         | 1     | 0       | 0     | 1       |
| 3.     | Francie                        | 1     | 0       | 0     | 1       |
| 3.     | Nizozemsko                     | 1     | 0       | 0     | 1       |
| 3.     | Norsko                         | 1     | 0       | 0     | 1       |
| 7.     | Austrálie                      | 0     | 3       | 0     | 3       |
| 8.     | Německá demokratická republika | 0     | 2       | 1     | 3       |
| 9.     | Polsko                         | 0     | 1       | 1     | 2       |
| 10.    | Švýcarsko                      | 0     | 1       | 0     | 1       |
| 11.    | Velká Británie                 | 0     | 0       | 1     | 1       |